# Nu King
Nu King è il quinto album in studio del cantante statunitense Jason Derulo, pubblicato il 16 febbraio 2024.

## Tracce
1. Nu King – 3:45
2. Spicy Margarita (with Michael Bublé) – 2:34
3. Mad Love (with YoungBoy Never Broke Again) – 3:30
4. U + I – 2:59
5. Lie to Me – 3:21
6. Favorite Song – 2:36
7. POV – 3:44
8. Last Night (with Gucci Mane and Quavo) – 2:22
9. Take You Dancing – 3:10
10. Don't Go Nowhere – 2:46
11. Proximity – 3:21
12. Limbo (with Lay Bankz) – 2:22
13. Jalebi Baby (with Tesher) – 2:49
14. Comatose – 2:44
15. Slow Low – 3:04
16. Swalla (featuring Nicki Minaj and Ty Dolla Sign) – 3:36
17. Tip Toe (featuring French Montana) – 3:07
18. Lifestyle (featuring Adam Levine) – 2:33
19. When Love Sucks (featuring Dido) – 2:49
20. Save the Last Dance – 3:33
21. Ayo Girl (Haitian Konpa remix; with Robinson and Mikaben) – 2:14
22. Down (with David Guetta) – 2:09
23. So Many Hearts – 2:33
24. Hands on Me (featuring Meghan Trainor) – 3:03
25. Underwater (with Alexandra Shipp) – 4:13
26. Love Not War (The Tampa Beat) (with Nuka) – 3:11
27. Acapulco – 2:19

## Classifiche
| Classifica (2024) | Posizione massima |
| ----------------- | ----------------- |
| Belgio (Fiandre)  | 88                |
| Belgio (Vallonia) | 182               |
| Canada            | 58                |
| Francia           | 123               |
| Norvegia          | 35                |
| Portogallo        | 114               |
| Regno Unito       | 69                |
| Stati Uniti       | 82                |
| Svizzera          | 93                |